# Contrescarpe-Center
Das Contrescarpe-Center ist ein Büro- und Geschäftshaus in Bremen - Mitte, Ortsteil Bahnhofsvorstadt, an der Contrescarpe 75a/Ecke Herdentorsteinweg und Rudolf-Hilferding-Platz; es gehört zu den bedeutenden Bremer Bauwerken.

## Geschichte

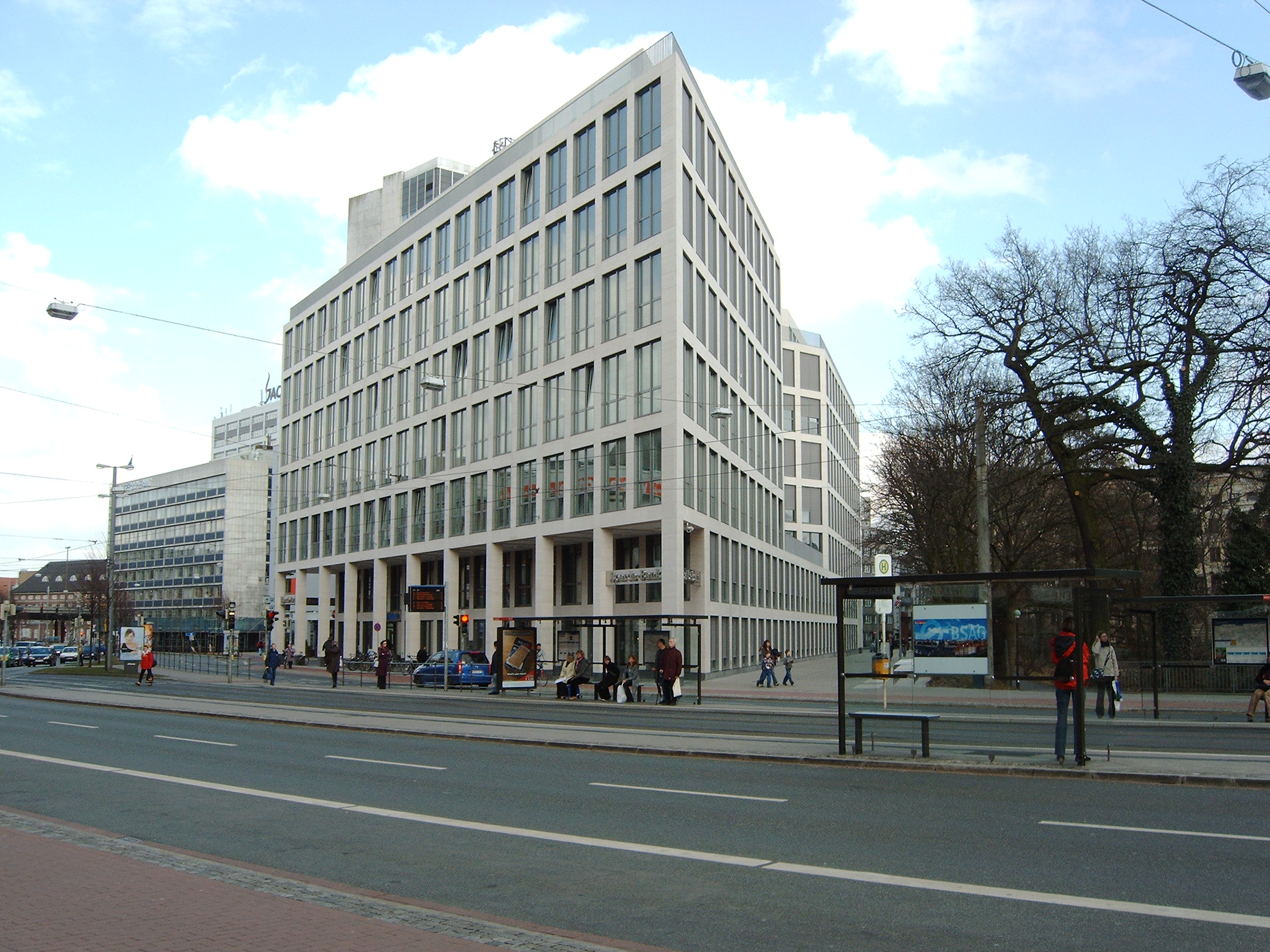
Contrescarpe-Center

Die KPS Grundstück GmbH, Bremen, baute 2004/06 nach Plänen des Architekten Oswald Mathias Ungers (Köln) das siebengeschossige Büro- und Geschäftshaus mit einem Staffelgeschoss und mit circa 10.000 m² Nutzfläche. Arkaden säumen an zwei Seiten die beiden unteren Geschosse. In diesen befindet sich u. a. der Kundenbereich der Sparda-Bank Hannover. Wie bei vielen Ungers-Bauten ist die Fassade geometrisch in einem Raster geordnet. Durch eine gleichmäßige Setzung der rechteckigen Fensterelemente, entsteht eine ruhige Rhythmik in der Fassade. Helle Muschelkalkteile umrahmen die raumhohen Fenster. Dominant und expressiv wirken die beiden grundstücksbedingten, spitzwinkligen Eckansichten zum Herdentorsteinweg und zu den Wallanlagen.
Der architekturführer bremen schreibt dazu: „Die dominante Rasterung, die klassische Dreiteilung, hohe Arkaden an den beiden Straßenseiten, auch eine den Bildern Giorgio de Chiricos entlehnte poetisch-magische Dimension....Zugleich überrascht es durch seine lichte und leichte Erscheinung, die im Kontrast zu anderen Ungers-Bauten steht....(es setzt) einen klaren städtebaulichen Akzent; zusammen mit dem gegenüberliegenden Hotelgebäude bildet es ein modernes Stadttor.“
Heute (2024) wird das Gebäude durch die Filiale der Sparda-Bank Hannover, CTS Eventim und andere Dienstleister sowie im Erdgeschoss durch einen gastronomischen Betrieb genutzt.